# Tortolì
Tortolì (sardinsky: Tortolì) je italská obec (comune) v provincii Nuoro v regionu Sardinie. Nachází se ve výšce 13 metrů nad mořem a má přibližně 11 tisíc obyvatel. Rozloha obce je 40,29 km².